# Jörg Stübner
Jörg Stübner (23. července 1965, Freiberg - 24. června 2019, Drážďany) byl východoněmecký fotbalista, defenzívní záložník, reprezentant Východního Německa (NDR).

## Fotbalová kariéra
Ve východoněmecké oberlize hrál za Dynamo Drážďany, nastoupil ve 177 ligových utkáních a dal 14 gólů. V letech 1989 a 1990 získal s Dynamem Drážďany mistrovský titul a v letech 1984, 1985 a 1990 východoněmecký fotbalový pohár. Dalších 5 ligových zápasů za Dynamo Drážďany odehrál v Bundeslize. V Poháru mistrů evropských zemí nastoupil v 7 utkáních, v Poháru vítězů pohárů nastoupil ve 12 utkáních a dal 2 góly a v Poháru UEFA nastoupil v 10 utkáních. Dále hrál v nižších soutěžích za FC Sachsen Leipzig a 1. FC Neubrandenburg 04. Za reprezentaci Východního Německa (NDR) nastoupil v letech 1984–1990 ve 47 utkáních a dal 1 gól.

## Ligová bilance
| Ročník                               | Zápasy | Góly | Klub            |
| ------------------------------------ | ------ | ---- | --------------- |
| DDR-Oberliga 1983/84                 | 24     | 1    | Dynamo Drážďany |
| DDR-Oberliga 1984/85                 | 25     | 3    | Dynamo Drážďany |
| DDR-Oberliga 1985/86                 | 24     | 1    | Dynamo Drážďany |
| DDR-Oberliga 1986/87                 | 25     | 1    | Dynamo Drážďany |
| DDR-Oberliga 1987/88                 | 24     | 2    | Dynamo Drážďany |
| DDR-Oberliga 1988/89                 | 22     | 4    | Dynamo Drážďany |
| DDR-Oberliga 1989/90                 | 19     | 1    | Dynamo Drážďany |
| DDR-Oberliga 1990/91                 | 14     | 1    | Dynamo Drážďany |
| Německá fotbalová Bundesliga 1991/92 | 5      | 0    | Dynamo Drážďany |
| CELKEM DDR-Oberliga                  | 177    | 14   |                 |
| CELKEM Německá fotbalová Bundesliga  | 5      | 0    |                 |